# Philopterus passerinus
Philopterus passerinus är en insektsart som först beskrevs av Henry Denny 1842.  Philopterus passerinus ingår i släktet fjäderlingar, och familjen fjäderlöss. Arten är reproducerande i Sverige.